# Avon (Utah)
Pour les articles homonymes, voir Avon.
Avon est une census-designated place du comté de Cache, dans l'État de l'Utah, aux États-Unis. En 2020, elle compte une population de 390 habitants.